# Pleocoma octopagina
Pleocoma octopagina är en skalbaggsart som beskrevs av Robertson 1970. Pleocoma octopagina ingår i släktet Pleocoma och familjen Pleocomidae. Inga underarter finns listade i Catalogue of Life.